# James Caviezel
James Patrick Caviezel Jr. (Mount Vernon, Washington, 1968. szeptember 26. –) amerikai színész.
Legismertebb filmjei a Monte Cristo grófja, a Jézus Krisztus életéről szóló A passió, és a Déjà vu.

## Fiatalkora
A Washington állambeli Mount Vernonban született a háziasszony Margaret, és a csontkovács James Caviezel fiaként. Jimnek egy öccse van, Thimothy, és három húga: Ann, Amy és Erin. Tim ingatlankivitelező Nevadában, Ann háromgyerekes anyuka Chicagóban, Amy Washingtonban él kisgyerekével, Erin pedig az édesapja nyomdokaiba lépve Iowában praktizál. A család római katolikus neveltetésű. Jim apai nagyanyja szlovák, nagyapja svájci (pontosabban rétoromán) származású, anyai felmenői pedig írek. A középiskolát szülővárosában kezdte meg, de két évvel később Seattle-be költözött a család barátaihoz, hogy csatlakozhasson a katolikus O'Dea High School kosárlabdacsapatához. A következő év tavaszán átment a John F. Kennedy Memorial High Schoolba, Burienbe.
A Bellevue Kommunikációs főiskolára járt, ahol továbbra is kosarazott, míg egy lábsérülést követően elvesztette a reményét az NBA-s pályafutásra. Tanulmányait a Washington Egyetemen folytatta. Itt fordult a színészet felé.

## Karrierje
James először televíziós sorozatokban mutatkozott be. A Wyatt Earp és a G. I. Jane című filmekben történt megjelenése után az áttörést Az őrület határán című második világháborús film hozta meg számára. 2000-ben a Frequency című filmben tűnt fel.
Jennifer Lopez partnere volt 2001-ben, az Angyali szemekben és ő játszotta a világhírű Alexandre Dumas-regényből készült filmadaptáció, a Monte Cristo grófja ifjú főhősét.
2004-ben a Mel Gibson által rendezett A passió című filmben Jézust alakította. A felvételek idején egy alkalommal találkozott II. János Pál pápával, aki meg is áldotta. A forgatás alatt több kellemetlenséget is elszenvedett. Villámcsapás érte, a kereszt hordása miatt kificamította a vállát és hypothermiás állapotba került.
A Superman visszatér címszerepére is szóba került. Mivel a rendező úgy vélte, hogy James túl közismert lett a Passió után, végül a kevésbé ismert Brandon Routh játszhatta Clark Kentet.
Tony Scott 2006-os Déjà vu-jében a film negatív főhősének megformálója. A Kívülállóban övé lett a főszerep.
A célszemély népszerű sorozat főszereplője, melyet 2011. szeptembertől egészen 2016. júniusig sugárzott a televízió.

## Magánélete
James 25 éves volt, amikor figyelemzavart és diszlexiát diagnosztizáltak nála. A gyógyszerek helyett a sportot választotta. Betegsége nem okozott neki gondot sem a tanulásban, sem pedig a szerepeire való felkészülésben.
Jim hívő katolikus. 2005-ben az először Bostonban megrendezett Katolikus Férfiak Konferenciájának fő szónoka volt.
Felesége Kerri Browitt Caviezel fuvolista, kosárlabdaedző és angol tanár. Egy vakrandin ismerkedtek meg, amit Jim egyik lánytestvére szervezett. Jelenleg Los Angelesben élnek. 2007-ben feleségével örökbe fogadtak egy agydaganatos kínai kisfiút, Bót, majd egy szintén rákos kínai kislányt.
Kerri támogatja az egyedülálló anyák jótékonysági szervezetét. Mindketten önkéntesként dolgoznak a helyi templomban.
Jim 2009-ben motorozás közben balesetet szenvedett, mert valaki egy kerékpárt dobott elé. Kisebb vágásokkal és horzsolásokkal megúszta a balesetet.

## Politikai törekvések
2006-ban egy embrionális őssejt-kutatás ellenes reklámhoz adta a nevét. A hirdetést egy bibliai utalással kezdte, Lukács evangéliumából. Mindez válasz volt a Michael J. Fox által hirdetett ellentétes törekvéseket támogató kampányra.

## Filmográfia

### Film
| Év   | Magyar cím                         | Eredeti cím                   | Szerep                           | Magyar hang          |
| ---- | ---------------------------------- | ----------------------------- | -------------------------------- | -------------------- |
| 1991 | Otthonom, Idaho                    | My Own Private Idaho          | reptéri dolgozó                  |                      |
| 1992 | Éjféli bunyó                       | Diggstown                     | Billy Hargrove                   | Holl Nándor          |
| 1994 | Wyatt Earp                         | Wyatt Earp                    | Warren Earp                      | Czvetkó Sándor       |
| 1996 | Ed – Madarat tolláról              | Ed                            | Dizzy Anderson                   |                      |
| 1996 | A szikla                           | The Rock                      | FA-18 pilóta                     |                      |
| 1997 | G. I. Jane                         | G.I. Jane                     | Slovnik                          | Csőre Gábor          |
| 1998 | Az őrület határán                  | The Thin Red Line             | Witt                             | Selmeczi Roland      |
| 1999 | A pokol lovasai                    | Ride with the Devil           | Black John                       | Sztarenki Pál        |
| 2000 | Frekvencia                         | Frequency                     | John Sullivan                    | Dévai Balázs         |
| 2000 | A jövő kezdete                     | Pay It Forward                | Jerry                            | Bicskey Lukács       |
| 2001 | Angyali szemek                     | Angel Eyes                    | Steven 'Catch' Lambert           | Forgács Péter        |
| 2001 |                                    | Madison                       | Jim McCormick                    |                      |
| 2002 | Monte Cristo grófja                | The Count of Monte Cristo     | Edmond Dantès                    | Nagy Ervin           |
| 2002 | Tiszta ügy                         | High Crimes                   | Tom Kubik / Ron Chapman őrmester | Forgács Péter        |
| 2002 | Tiszta ügy                         | High Crimes                   | Tom Kubik / Ron Chapman őrmester | Varga Gábor          |
| 2003 | Dávid vagyok                       | I Am David                    | Johannes                         | Szatmári Attila      |
| 2004 | A gázoló                           | Highwaymen                    | James 'Rennie' Cray              | Széles Tamás         |
| 2004 | A passió                           | The Passion of the Christ     | Jézus                            | eredeti nyelven      |
| 2004 | Vágott verzió                      | The Final Cut                 | Fletcher                         | Kárpáti Levente      |
| 2004 | Bobby Jones: Egy legenda születése | Bobby Jones: Stroke of Genius | Bobby Jones                      | Crespo Rodrigo       |
| 2006 | Emlékezetkiesés                    | Unknown                       | Jean Jacket                      | Forgács Péter        |
| 2006 | Déjà Vu                            | Deja Vu                       | Carroll Oerstadt                 | Szatmári Attila      |
| 2008 | A kívülálló                        | Outlander                     | Kainan                           | Epres Attila         |
| 2008 | Véres hétvége                      | Long Weekend                  | Peter                            | Varga Gábor          |
| 2008 | Soraya M. megkövezése              | The Stoning of Soraya M.      | Freidoune                        |                      |
| 2012 | Tranzit                            | Transit                       | Nate                             | Csík Csaba Krisztián |
| 2013 | Szupercella                        | Escape Plan                   | Willard Hobbes                   | Kárpáti Levente      |
| 2013 |                                    | Savannah                      | Ward Allen                       |                      |
| 2014 | Csapatjáték                        | Stands Hall                   | Bob Ladoucer                     | Forgács Péter        |
| 2017 |                                    | The Ballad of Lefty Brown     | Jimmy Bierce                     |                      |
| 2018 | Pál, Krisztus apostola             | Paul, Apostle of Christ       | Lukács                           | Miller Zoltán        |
| 2018 |                                    | Running for Grace             | Reyes doktor                     |                      |
| 2018 |                                    | Onyx, Kings of the Grail      | narrátor                         |                      |
| 2020 | Hitetlen                           | Infidel                       | Doug Rawlings                    |                      |
| 2023 |                                    | Sweetwater                    | sportíró                         |                      |
| 2023 | A szabadság hangja                 | Sound of Freedom              | Tim Ballard                      | Makranczi Zalán      |

### Televízió
| Év        | Magyar cím            | Eredeti cím          | Szerep         | Megjegyzések           |
| --------- | --------------------- | -------------------- | -------------- | ---------------------- |
| 1992      |                       | The Wonder Years     | Bobby Riddle   | 1 epizód               |
| 1995      | Gyilkos sorok         | Murder, She Wrote    | Darryl Harding | 1 epizód               |
| 1995      | A préri vad gyermekei | Children of the Dust | Dexter         | minisorozat (2 epizód) |
| 2009      |                       | The Prisoner         | Michael / Hat  | minisorozat (6 epizód) |
| 2011–2016 | A célszemély          | Person of Interest   | John Reese     | főszereplő             |